# 216e division d'infanterie (Allemagne)
Pour les articles homonymes, voir 216e division d'infanterie.
La  216e division d'infanterie (en allemand : 216. Infanterie-Division ou 216. ID) est une des divisions d'infanterie de l'armée allemande (Wehrmacht) durant la Seconde Guerre mondiale.

## Création
La 216. Infanterie-division est formée le 26 août 1939 à Hanovre dans le Wehrkreis XI avec du personnel de la Landwehr en tant qu'élément de la 3. Welle (3e vague de mobilisation).
Après avoir pris part à l'invasion de France, la division, tout en étant basée sur le continent français, sert de force d'occupation principale sur les îles britanniques de la Manche du 1er juillet 1940 au 30 avril 1941.
Elle est dissoute en novembre 1943 après des lourdes pertes subies sur le Front de l'Est. L'état-major de la division forme l'état-major de la 272e division d'infanterie et les restes du personnel forme le Divisions-Gruppe 216 qui est affecté à la 102e division d'infanterie.

## Organisation

### Commandants
| Date                                  | Grade                  | Commandant                       |
| ------------------------------------- | ---------------------- | -------------------------------- |
| 1er septembre 1939 - 8 septembre 1940 | Generalleutnant        | Hermann Böttcher                 |
| 8 septembre 1940 - 1er avril 1941     | Generalleutnant        | Kurt Himer                       |
| 1er avril 1941 - 4 avril 1943         | General der Infanterie | Werner Freiherr von und zu Gilsa |
| 7 mai 1943 - 3 octobre 1943           | General der Infanterie | Friedrich-August Schack          |
| 3 octobre 1943 - 20 octobre 1943      | Generalleutnant        | Egon von Neindorff               |
| 20 octobre 1943 - 30 novembre 1943    | Generalmajor           | Gustav Gihr                      |

### Officiers d'opérations (Generalstabsoffiziere (Ia))
| Date                               | Grade               | Commandant       |
| ---------------------------------- | ------------------- | ---------------- |
| ? 1939 - Mai 1940                  | Oberstleutnant i.G. | Rudolf Grass     |
| Juin 1940 - Novembre 1940          | Hauptmann i.G.      | Artur Weber      |
| 21 novembre 1940-12 septembre 1942 | Major i.G.          | Martin Coßmann   |
| 12 septembre 1942 - 10 mars 1943   | Oberstleutnant i.G. | Horst Nitschmann |
| 10 mars 1943 - 17 novembre 1943    | Oberstleutnant i.G. | Hubert Werner    |

## Théâtres d'opérations
- Ligne Siegfried : septembre 1939 - mai 1940
- Pays-Bas, Belgique et France : mai 1940 - janvier 1942
- Front de l'Est, secteur Centre : janvier 1942 - novembre 1943
  - 5 juillet au 23 août 1943 : Bataille de Koursk

## Ordres de bataille
1939
- Infanterie-Regiment 348
- Infanterie-Regiment 396
- Infanterie-Regiment 398
- Artillerie-Regiment 216
  - I. Abteilung
  - II. Abteilung
  - III. Abteilung
  - IV. Abteilung
- Pionier-Bataillon 216
- Panzerabwehr-Abteilung 216
- Aufklärungs-Abteilung 216
- Infanterie-Divisions-Nachrichten-Abteilung 216
- Infanterie-Divisions-Nachschubtruppen 216

1942
- Infanterie-Regiment 348
- Infanterie-Regiment 396
- Infanterie-Regiment 398
- Artillerie-Regiment 216
  - I. Abteilung
  - II. Abteilung
  - III. Abteilung
  - IV. Abteilung
- Pionier-Bataillon 216
- Schnelle Abteilung 216
- Infanterie-Divisions-Nachrichten-Abteilung 216
- Infanterie-Divisions-Nachschubtruppen 216